# Louisa Burnaby
Caroline Louisa Burnaby (5 de diciembre de 1832-6 de julio de 1918) fue la abuela materna de la reina Isabel, la reina madre y bisabuela de Isabel II.

## Biografía
Caroline Louisa Burnaby nació en Baggrave Hall, cerca de Hungarton, Leicestershire el 23 de noviembre de 1832. Era hija de Edwyn Burnaby de Baggrave Hall y su esposa, Anne Caroline Salisbury. Fue bautizada el 5 de diciembre de 1832 en Hungarton, Leicestershire. Era hermana de Edwyn Burnaby, prima de Frederick Gustavus Burnaby, y tía de Algernon Burnaby. 
Se casó con el reverendo Charles Cavendish-Bentinck, como su segunda esposa, el 13 de diciembre de 1859. El reverendo Cavendish-Bentinck era el hijo mayor del teniente coronel Lord Charles Bentinck y Anne Wellesley, anteriormente Lady Abdy. Sus abuelos paternos fueron William Cavendish-Bentinck y Dorothy Cavendish, hija de William Cavendish, cuarto duque de Devonshire. Juntos Louisa y Charles fueron padres de tres hijos.
Falleció a los 85 años, dos veces viuda, el 6 de julio de 1918 en Dawlish, Devon.

## Descendientes
A través de su hija mayor Cecilia, la condesa de Strathmore y Kinghorne, fue abuela de la reina Isabel, la reina madre y, por lo tanto, bisabuela de la reina Isabel II.
- Cecilia Nina Cavendish-Bentinck (1862–1938), que se casó con Claude Bowes-Lyon, XIV conde de Strathmore y Kinghorne.

- Ann Violet Cavendish-Bentinck (1864–1932)

- Hyacinth Cavendish-Bentinck (1864–1916); que se casó con un estadounidense, Augustus Edward Jessup, hijo de Alfred Dupont Jessup. Augusto era el viudo de Lady Mildred Marion Bowes-Lyon.

Después de la muerte de su primer marido en 1865, se casó con Harry Warren Scott, hijo de sir William Scott, VI baronet de Ancrum, el 30 de septiembre de 1870. Murió el 23 de agosto de 1889 en Forbes House, Ham, Surrey.